# Thomas Parnell (pesnik)
Thomas Parnell, irski pesnik in prevajalec, * 11. september 1679, Dublin, † 24. oktober 1718.
Parnell, izobražen na Kolidžu Trinity (Univerza v Cambridgeu), je pomagal Popu pri njegovem prevajanju Iliade. Pope je leta 1721 izdal zbirko njegovih pesmi.